# Monitor Holter
En medicina, un monitor Holter (o simplement Holter) és un tipus d'aparell d'electrocardiografia ambulatòria, un dispositiu portàtil per al control cardíac (la vigilància del activitat elèctrica del sistema cardiovascular) durant almenys 24 a 72 hores (normalment durant dues setmanes seguides).

## Història

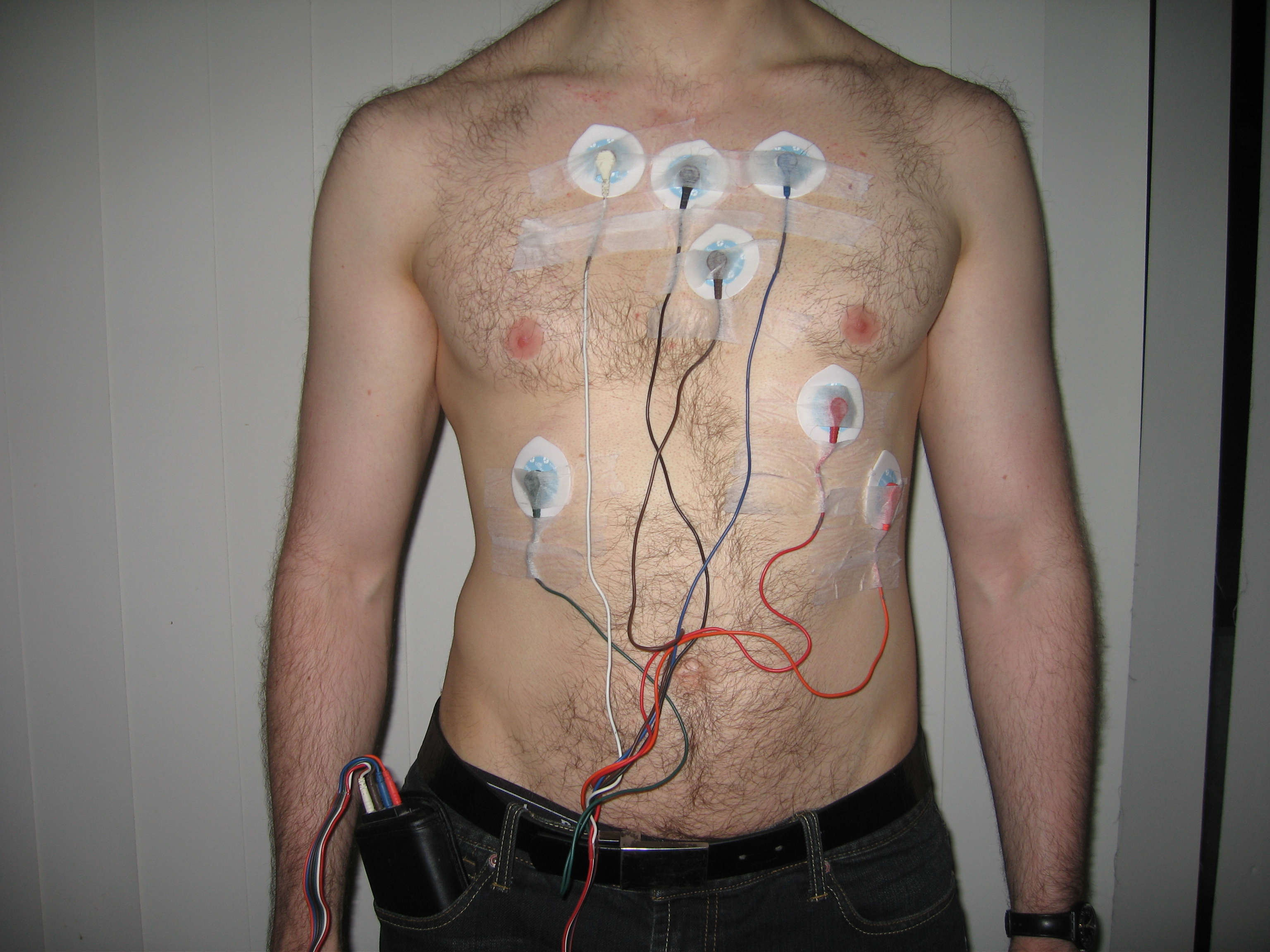
Monitor Holter de 7 elèctrodes.

El monitor cardíac es va inventar fa més de vint anys. Al principi, aquests dispositius no eren portàtils i només s'havien d'utilitzar en edificis hospitalaris. Els avenços van fer que aquests dispositius es fessin més petits, però encara s'utilitzaven només als hospitals durant vint-i-quatre o quaranta-vuit hores. Aviat es van desenvolupar monitors portàtils que pesaven primer trenta lliures, després deu lliures i una lliura. Els dispositius moderns són molt més fàcils de portar, pesant només una fracció d'una lliura.
El monitor Holter es va desenvolupar al Laboratori d'Investigació de Holter a Helena-Montana pels físics experimentals Norman J. Holter i Bill Glasscock, que van començar a treballar en la ràdio telemetria el 1949. Inspirats per un suggeriment del cardiòleg Paul Dudley White a principis de la dècada de 1950, van redirigir els seus esforços cap al desenvolupament d'un dispositiu de monitoratge cardíac portàtil. El monitor Holter es va llançar a la distribució comercial el 1962.

## Ús

Representació esquemàtica d'un ECG normal

L'ús més habitual del Holter és per controlar l'activitat cardíaca ECG (electrocardiografia o ECG). El seu període d'enregistrament estès de vegades és útil per observar arrítmies cardíaques ocasionals que serien difícils d'identificar en un període més curt. Per als pacients amb símptomes més transitoris, es pot utilitzar un monitor d'esdeveniments cardíacs que es pot utilitzar durant un mes o més.
Quan s'utilitza per estudiar el cor, com l'electrocardiografia estàndard, el monitor Holter registra els senyals elèctrics del cor mitjançant una sèrie d'elèctrodes connectats al pit. Els elèctrodes es col·loquen sobre els ossos per minimitzar els artefactes de l'activitat muscular. El nombre i la posició dels elèctrodes varia segons el model, però la majoria de monitors Holter utilitzen entre tres i vuit. Aquests elèctrodes estan connectats a un petit equip que s'enganxa al cinturó del pacient o es penja al voltant del coll, mantenint un registre de l'activitat elèctrica del cor durant tot el període d'enregistrament. Un sistema Holter de 12 derivacions també està disponible quan cal informació precisa de l'ECG per analitzar l'origen exacte dels senyals anormals.

## Tipus d'intervals ECG
|  |  |  |  |  |
|  |  |  |  |  |

## Emmagatzematge de dades

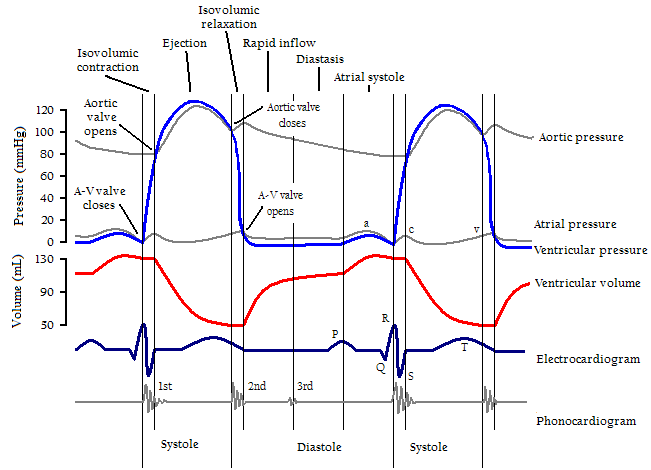
Diagrama del cicle cardíac.

Els dispositius antics utilitzaven cintes de bobina a bobina o un casset d'àudio estàndard C90 o C120 i funcionaven a 1,7 mm/s o 2 velocitat mm/s per gravar les dades. Un cop feta una gravació, es podia reproduir i analitzar a una velocitat de 60x, de manera que es podrien analitzar 24 hores d'enregistrament en 24 minuts. Les unitats més modernes enregistren un fitxer EDF en dispositius de memòria flash digital. Les dades es carreguen a un ordinador que després analitza automàticament l'entrada, comptant els complexos d'ECG, calculant estadístiques de resum com ara la freqüència cardíaca mitjana, mínima i màxima i trobant àrees candidates a l'enregistrament que mereixen un estudi posterior per part del tècnic.

## Components
Cada sistema Holter consta de dues parts bàsiques: el maquinari (anomenat monitor o gravador) per gravar el senyal i el programari per a la revisió i anàlisi del registre. Els gravadors Holter avançats poden mostrar el senyal, cosa que és molt útil per comprovar la qualitat del senyal. Molt sovint també hi ha un “botó del pacient” situat a la part frontal que permet que el pacient pugui prémer-lo en casos concrets com ara malaltia, anar al llit, prendre pastilles, etc.; A continuació, es col·locarà una marca especial al registre perquè els metges o tècnics puguin identificar ràpidament aquestes àrees quan analitzin el senyal.

### Gravadora

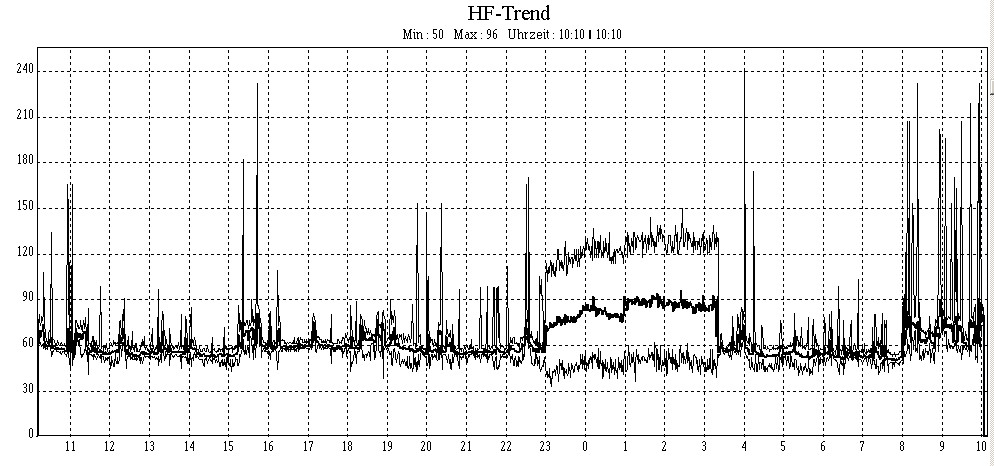
Fibril·lació auricular registrada per un monitor Holter

La mida de la gravadora varia segons el fabricant del dispositiu. Les dimensions mitjanes dels monitors Holter actuals són d'uns 110x70x30 mm, però alguns només són de 61x46x20 mm i pesen 99 g. La majoria dels dispositius funcionen amb dues piles AA. En cas que les bateries s'esgotin, alguns Holters permeten la seva substitució fins i tot durant la monitorització.
La majoria dels Holters controlen l'ECG només a través de dos o tres canals (Nota: depenent del fabricant, s'utilitzen diferents nombre de terminalsi sistemes de terminals). La tendència actual és minimitzar el nombre de connexions per garantir la comoditat del pacient durant la gravació. Tot i que l'enregistrament de dos o tres canals s'ha utilitzat durant molt de temps en l'historial de monitorització de Holter, com s'ha esmentat anteriorment, recentment han aparegut 12 Holters de canals. Aquests sistemes utilitzen el clàssic sistema de derivacions Mason-Likar, és a dir, produeixen un senyal en el mateix format que durant la mesura comú de l'ECG de repòs i/o la prova d'esforç. Aquests Holters poden proporcionar ocasionalment informació semblant a la d'una prova d'esforç ECG. També són adequats per analitzar pacients després d'un infart de miocardi. Els enregistraments d'aquests monitors de 12 derivacions tenen una resolució significativament més baixa que els d'un ECG estàndard de 12 derivacions i, en alguns casos, s'ha demostrat que proporcionen una representació enganyosa del segment ST, tot i que alguns dispositius permeten establir la freqüència de mostreig fins a 1000. Hz per a exàmens amb finalitats especials, com ara la detecció "potencial tardana".
Una altra innovació és la inclusió d'un sensor de moviment triaxial, que registra l'activitat física del pacient, i en l'examen i el processament del programari, extreu tres estats de moviment: dormir, dempeus o caminar. Alguns dispositius moderns també tenen la capacitat d'enregistrar una entrada vocal del diari del pacient que després pot ser escoltada pel metge. Aquestes dades ajuden el cardiòleg a identificar millor els esdeveniments en relació amb l'activitat i el diari del pacient.

### Programes d'anàlisi

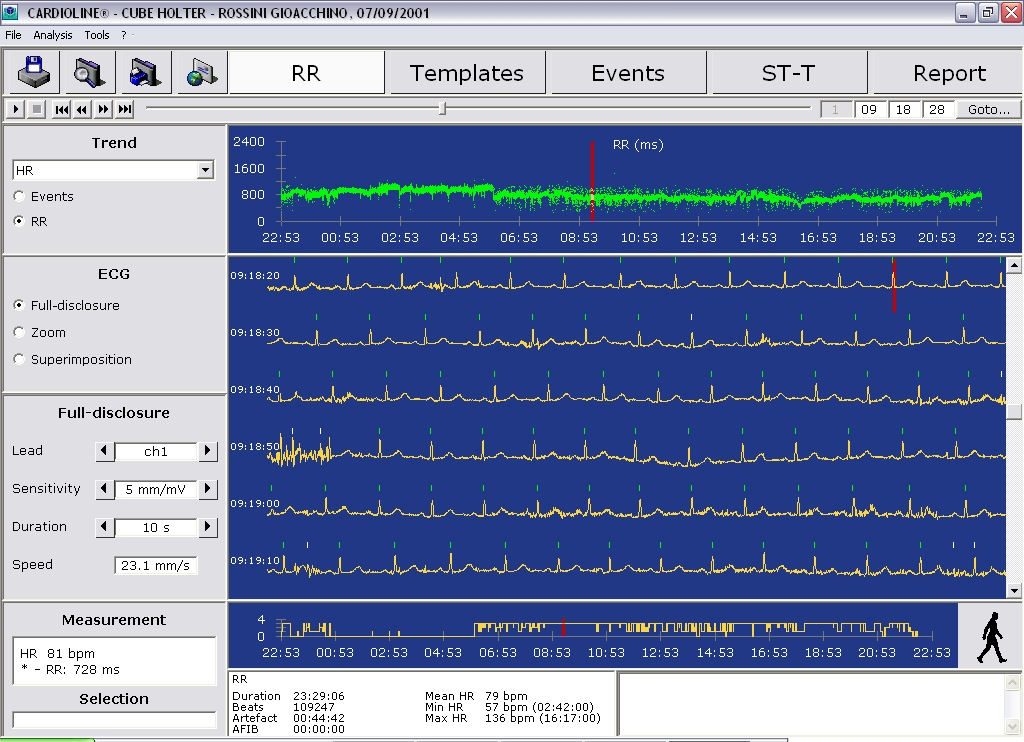
Pantalla del programa Holter ECG

Quan s'ha acabat l'enregistrament del senyal d'ECG (normalment després de 24 hores), correspon al metge realitzar l'anàlisi del senyal. Atès que la navegació per un senyal tan llarg seria molt llarg, hi ha un procés d'anàlisi automàtic integrat al programari de cada dispositiu Holter que determina automàticament diferents tipus de batecs, ritmes, etc. Tanmateix, l'èxit de l'anàlisi automàtica està molt relacionat amb la qualitat del senyal. La qualitat en si depèn principalment de la connexió dels elèctrodes al cos del pacient. Si aquests no estan connectats correctament, les pertorbacions electromagnètiques poden influir en el senyal de l'ECG, donant lloc a un registre molt sorollós. Si el pacient es mou ràpidament, la distorsió serà encara més gran. Aleshores, aquest registre és molt difícil de processar. A més de la fixació i la qualitat dels elèctrodes, hi ha altres factors que afecten la qualitat del senyal, com ara tremolors musculars, velocitat de mostreig i resolució del senyal digitalitzat (els dispositius d'alta qualitat ofereixen una freqüència de mostreig més alta).
L'anàlisi automàtica normalment proporciona al metge informació sobre la morfologia del batec del cor, la mesura de l'interval del batec, la variabilitat del ritme cardíac, la visió general del ritme i el diari del pacient (moments en què el pacient va prémer el botó del pacient). Els sistemes avançats també realitzen anàlisis espectrals, avaluació de la càrrega isquèmica, gràfics de l'activitat del pacient o anàlisi de segments PQ. Un altre requisit és la capacitat de detecció i anàlisi dels impulsos del marcapassos. Aquesta habilitat pot ser útil quan el metge vol comprovar la funció bàsica del marcapassos correcta.

## Galeria

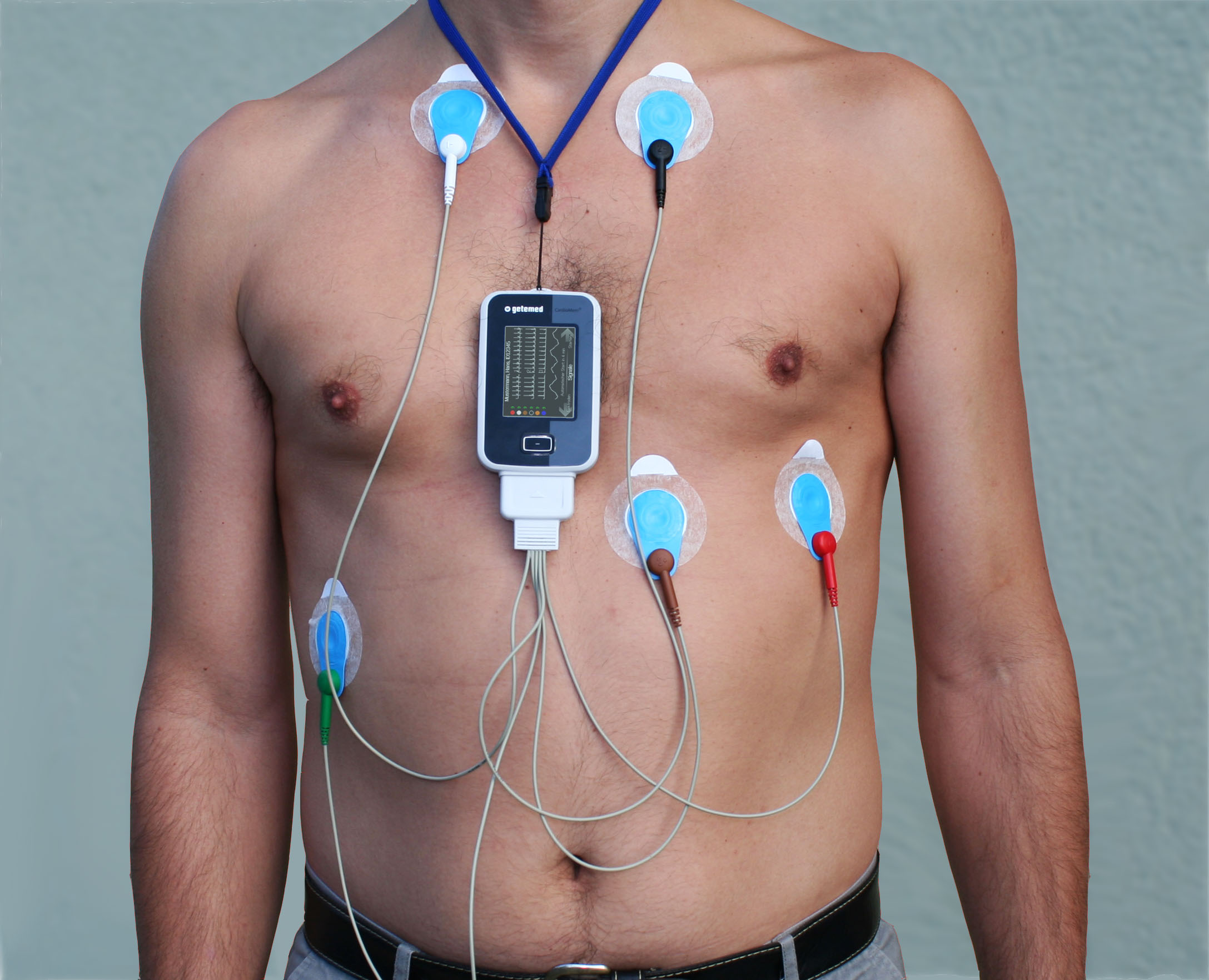
Holter de 5 elèctrodes
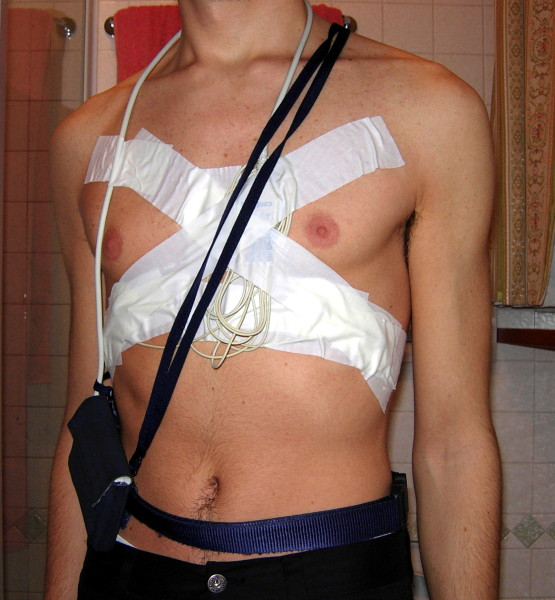
Holter sense molèsties.
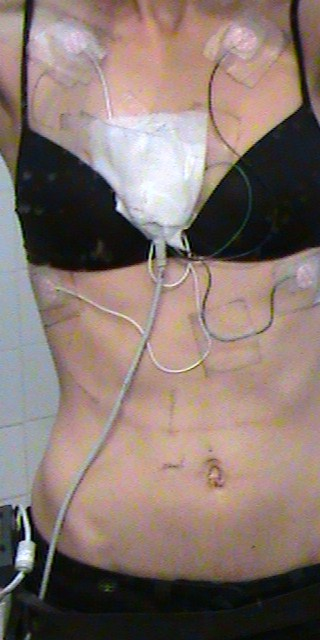
Holter d'ús femení
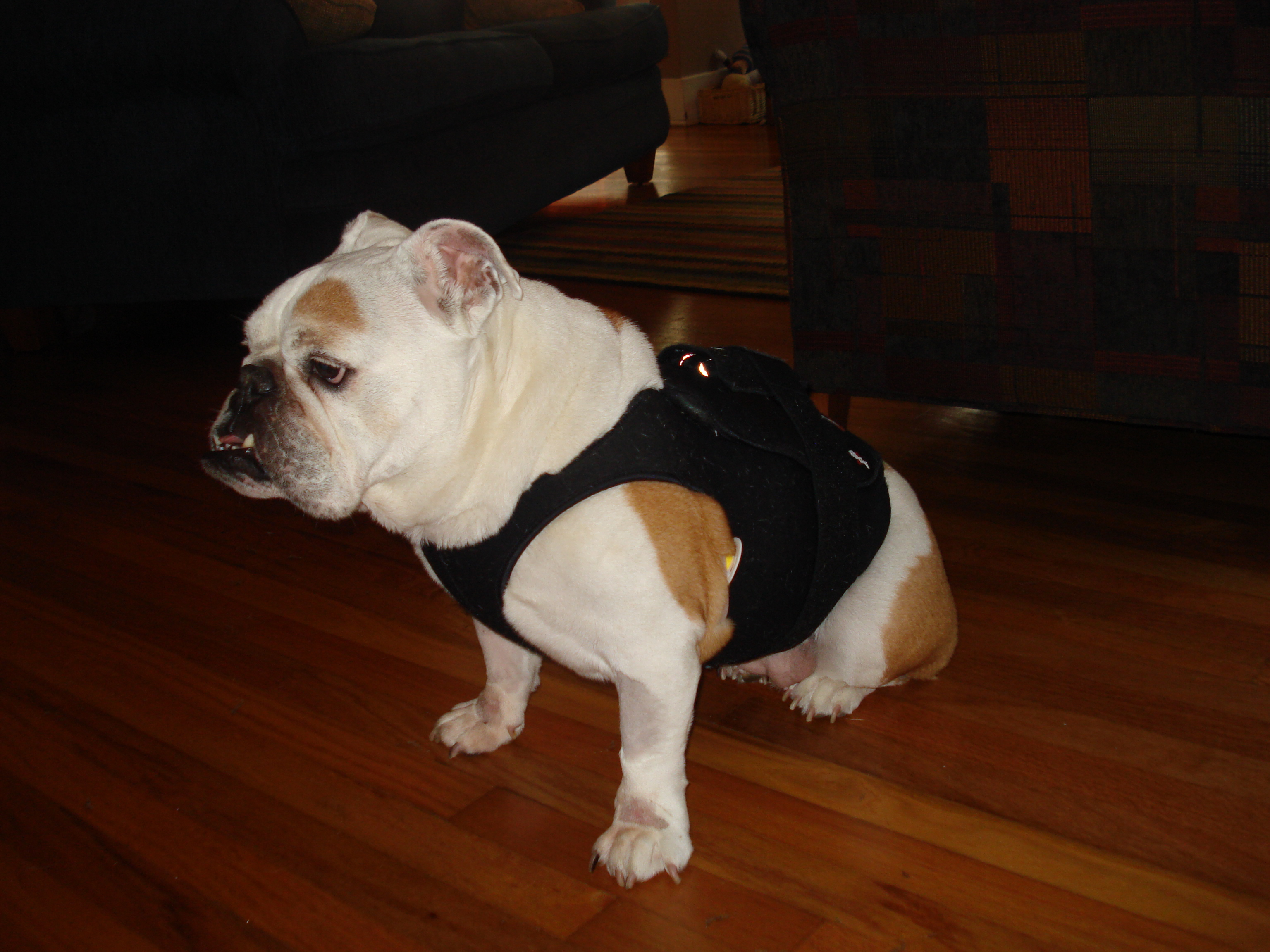
Monitor Holter caní
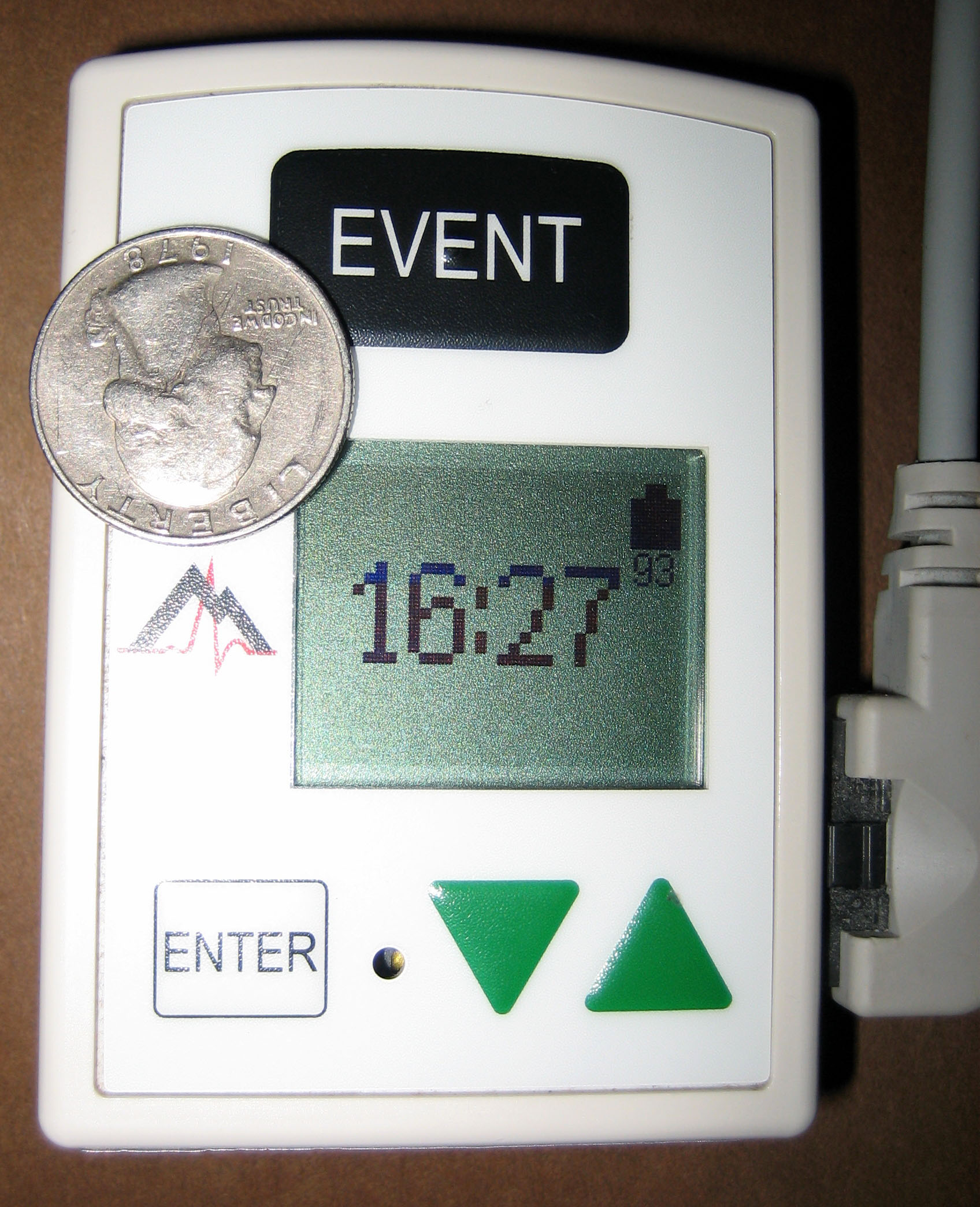
Monitor Holter amb pressió arterial